# Virginia (Alfieri)
Virginia è una tragedia di Vittorio Alfieri scritta tra il 1777 e il 1783.
Fa parte delle cosiddette "tre tragedie della libertà", gruppo formato da La congiura de' Pazzi (1777-1789), Virginia (1777-1783) e Timoleone (1779-1784).

## Trama
La vicenda di Virginia, ripresa da Alfieri in questa tragedia, viene dalla storia romana. Virginia, la bella figlia del soldato Virginio e di Numitoria, è promessa sposa al tribuno Icilio. Appio Claudio, uno dei Decemviri che governano Roma, però, se ne invaghisce follemente. Per riuscire ad ottenerla, Appio istruisce il suo cliente Marco a fingere che Virginia sia sua schiava e non figlia di Numitoria, la quale, come Marco dichiara, sarebbe riuscita a far credere a Virginio che è loro figlia. La macchinazione di Appio scatena l'indignazione di Virginio, di Icilio e di tutto il popolo. Ma la prepotenza del decemviro non si placa e Virginia preferisce la morte facendosi uccidere dal padre.

### Atto I
Numitoria e Virginia discorrono di Icilio lodandone le qualità, quando giunge Marco che, con la scusa architettata da Appio, cerca di sottrarre Virginia alla madre, sostenendo che la questione dovrà essere chiarita da un tribunale. Compare Icilio, che fa un infuocato appello al popolo contro la tirannia dei Decemviri. Comunque, si decide che si giungerà ad un verdetto davanti ad Appio. Virginia rivela di sapere da tempo che Appio arde d'amore per lei.

### Atto II
Alla fine delle dichiarazioni di Marco, alla presenza dei Romani, Icilio rivela alla popolazione la vile trama ordita contro Virginia, riuscendo quasi a scatenare una rivolta. Appio, allarmato, accetta di rinviare la decisione fino al ritorno di Virginio dal campo dove è di stanza; al contempo, però, dirama ordini segreti, allo scopo di trattenere lontano il padre di Virginia.

### Atto III
Virginio, sollecitato da un messaggio di Icilio, giunge però a Roma ben presto. La moglie e Icilio stesso lo mettono al corrente dell'infame complotto. Virginio e Icilio vogliono salvare Roma dalla degradante tirannia a cui è soggetta, e la stessa Virginia si dice pronta a versare il proprio sangue per la causa della libertà.

### Atto IV
Si svolge un incontro tra Appio e Virginio, durante il quale Appio cerca di indurre Virginio, promettendogli importanti incarichi, ad abbandonare Icilio, che viene descritto dallo stesso Appio come un tetro cospiratore contro Roma. Appio aggiunge che, se egli insiste nel proposito di dare Virginia ad Icilio, entrambi moriranno.
Appio poi incontra Virginia, e le dice che, se abbandonerà Icilio in proprio favore, la pretesa di Marco su di lei sarà dimenticata; altrimenti, sia Virginio che Icilio perderanno la vita. Per salvarli, Virginia dice che rinuncerà ai suoi progetti di nozze Icilio, ma subito dopo ritrova il suo innato coraggio e non nasconde ad Appio di odiarlo.

### Atto V
Virginio ed Icilio fanno i loro piani finali per portare a coronamento il loro progetto. Di lì a poco appaiono Virginia e la madre, seguite dal popolo romano, annunciando che i sicari di Appio hanno ucciso Icilio a tradimento. Virginio fa un appello appassionato alla popolazione, che però appare impaurita. Appio ordina che Virginia sia consegnata a Marco.
Virginio chiede di poterla abbracciare un'ultima volta, ma quando le è accanto la pugnala mortalmente. Quindi Virginio incita tutti a lottare contro Appio, e al cadere del sipario si odono le grida del popolo che chiede la morte del tiranno.

## Edizioni
- Vittorio Alfieri, Tragedie, Sansoni 1985